# Carmelo Mifsud Bonnici
Pour les articles homonymes, voir Mifsud et Bonnici.
Carmelo « Carm » Mifsud Bonnici (né à Floriana le 17 février 1960) est un homme politique maltais, membre du Parti nationaliste. De 2008 à 2012, il est ministre de la Justice et des Affaires intérieures.